# ルノー・R202
ルノー・R202 (Renault R202) はルノーF1が2002年のF1世界選手権に投入したフォーミュラ1カー。マイク・ガスコイン（テクニカルディレクター）、マーク・スミス（チーフデザイナー）、ベン・アガサンジェロウ（チーフエアロダイナミシスト）によって設計された。

## 2002年シーズン
2001年にベネトン・フォーミュラを買収したルノーは、この年からワークスチームとして1985年以来17年ぶりとなるF1復帰を果たした。レギュラードライバーにはジャンカルロ・フィジケラの後釜として同じイタリア人のヤルノ・トゥルーリを起用し、チームメイトは前年からの継続でジェンソン・バトンとなった。また、この年からテストドライバーとしてフェルナンド・アロンソがチームに正式加入することになった。
R202には前年から引き続き111°広角バンクのエンジンが搭載されたが、出力面では相変わらずライバルから大きく遅れをとっていた。しかし、低重心化による優れたハンドリング性能に加え、ローンチコントロールの優位性も大きな武器となり、2002年シーズンは計10度の入賞（最高位4位）を記録。表彰台獲得こそならなかったものの、フェラーリ圧勝のシーズンでランキング4位というまずまずの成績を残した。

## スペック

### シャーシ
- シャシー名 R202
- トレッド(前/後) 1,450mm/1,400mm
- ホイールベース 3,100mm
- 全長 4,600mm
- 全幅 1,800mm
- 全高 950mm
- ギアボックス リバースギア付き6速セミオートマチック
- タイヤ ミシュラン

### エンジン
- エンジン名 RS22
- 気筒数・バンク角 V型10気筒・111°
- 排気量 3,000cc
- 燃料・潤滑油 エルフ

## 結果
| 年   | No. | ドライバー         | 1   | 2   | 3   | 4   | 5   | 6   | 7   | 8   | 9   | 10  | 11  | 12  | 13  | 14  | 15  | 16  | 17  | ポイント | ランキング |
| 年   | No. | ドライバー         | AUS | MAL | BRA | SMR | ESP | AUT | MON | CAN | EUR | GBR | FRA | GER | HUN | BEL | ITA | USA | JPN | ポイント | ランキング |
| ---- | --- | ------------------ | --- | --- | --- | --- | --- | --- | --- | --- | --- | --- | --- | --- | --- | --- | --- | --- | --- | -------- | ---------- |
| 2002 | 14  | ヤルノ・トゥルーリ | Ret | Ret | Ret | 9   | 10  | Ret | 4   | 6   | 8   | Ret | Ret | Ret | 8   | Ret | 4   | 5   | Ret | 23       | 4位        |
| 2002 | 15  | ジェンソン・バトン | Ret | 4   | 4   | 5   | 12  | 7   | Ret | 15  | 5   | 12  | 6   | Ret | Ret | Ret | 5   | 8   | 6   | 23       | 4位        |

- ドライバーズランキング
  - ヤルノ・トゥルーリ 8位
  - ジェンソン・バトン 7位